# ロッカ・サン・カシャーノ
ロッカ・サン・カシャーノ（伊: Rocca San Casciano）は、イタリア共和国エミリア＝ロマーニャ州フォルリ＝チェゼーナ県にある、人口約1,800人の基礎自治体（コムーネ）。

## 地理

### 位置・広がり

#### 隣接コムーネ
隣接するコムーネは以下の通り。
- ドヴァードラ
- ガレアータ
- モディリアーナ
- ポルティコ・エ・サン・ベネデット
- プレダッピオ
- プレミルクオーレ
- トレドーツィオ

### 気候分類・地震分類
ロッカ・サン・カシャーノにおけるイタリアの気候分類 (it) および度日は、zona E, 2412 GGである。
また、イタリアの地震リスク階級 (it) では、zona 2 (sismicità media) に分類される。

## 行政

### 分離集落
ロッカ・サン・カシャーノには、以下の分離集落（フラツィオーネ）がある。
- Casanova, Meleto, Campomaggio